# Višnjevo (Republika Serbska)
Višnjevo (cyr. Вишњево) – wieś w Bośni i Hercegowinie, w Republice Serbskiej, w gminie Gacko. W 2013 roku liczyła 6 mieszkańców.